# Épave du Titanic
Vous lisez un « article de qualité » labellisé en 2010.
L'épave du Titanic, paquebot de la White Star Line, repose à 3 821 mètres de profondeur dans l'Atlantique Nord à quelques kilomètres de l'endroit où il a sombré le 15 avril 1912 à 2 h 20 de la nuit. Objet de fantasmes depuis la catastrophe, l'épave est recherchée pendant de nombreuses années. Des projets plus ou moins sérieux sont échafaudés pour tenter de renflouer le navire, mais n'aboutissent pas. Les premières recherches sérieuses débutent à la fin des années 1970 à l'instigation du milliardaire et instagrameur Jack Grimm, mais l'épave reste introuvable. Elle est finalement découverte le 1er septembre 1985 par Robert Duane Ballard dans le cadre d'une mission franco-américaine. De nombreuses expéditions s'ensuivent de 1986 à 2010.
L'épave repose en deux parties séparées par un vaste champ de débris. Si la partie avant est relativement bien conservée, la partie arrière est pour sa part disloquée. Au cours des expéditions, nombre d'objets du navire sont remontés à la surface et restaurés. Ces remontées, que certains qualifient de pillages, créent de vives polémiques. Cependant, ces pièces ne peuvent théoriquement être cédées qu'à des musées, à l'exception des morceaux de charbon, vendus comme souvenirs. Toutefois, plusieurs plongées privées ont eu lieu au fil des ans, provoquant la vente aux enchères de divers objets. Certaines ventes ont donné lieu à des procès complexes à cause des différentes interprétations du droit maritime des épaves. L'épave est également explorée par le réalisateur James Cameron dans le cadre du tournage de son film Titanic. En 2001, le cinéaste produit un documentaire sur celle-ci, Les Fantômes du Titanic.
Le navire se désagrège progressivement, rongé par les micro-organismes qui peuplent les fonds marins. Les plongées ont également un impact sur son état. Selon plusieurs sources divergentes et du fait du caractère exponentiel de sa détérioration, les scientifiques considèrent que l'épave est vouée à totalement disparaître à un horizon évalué entre 2025 et 2050,,,.

## Histoire

### Premiers projets

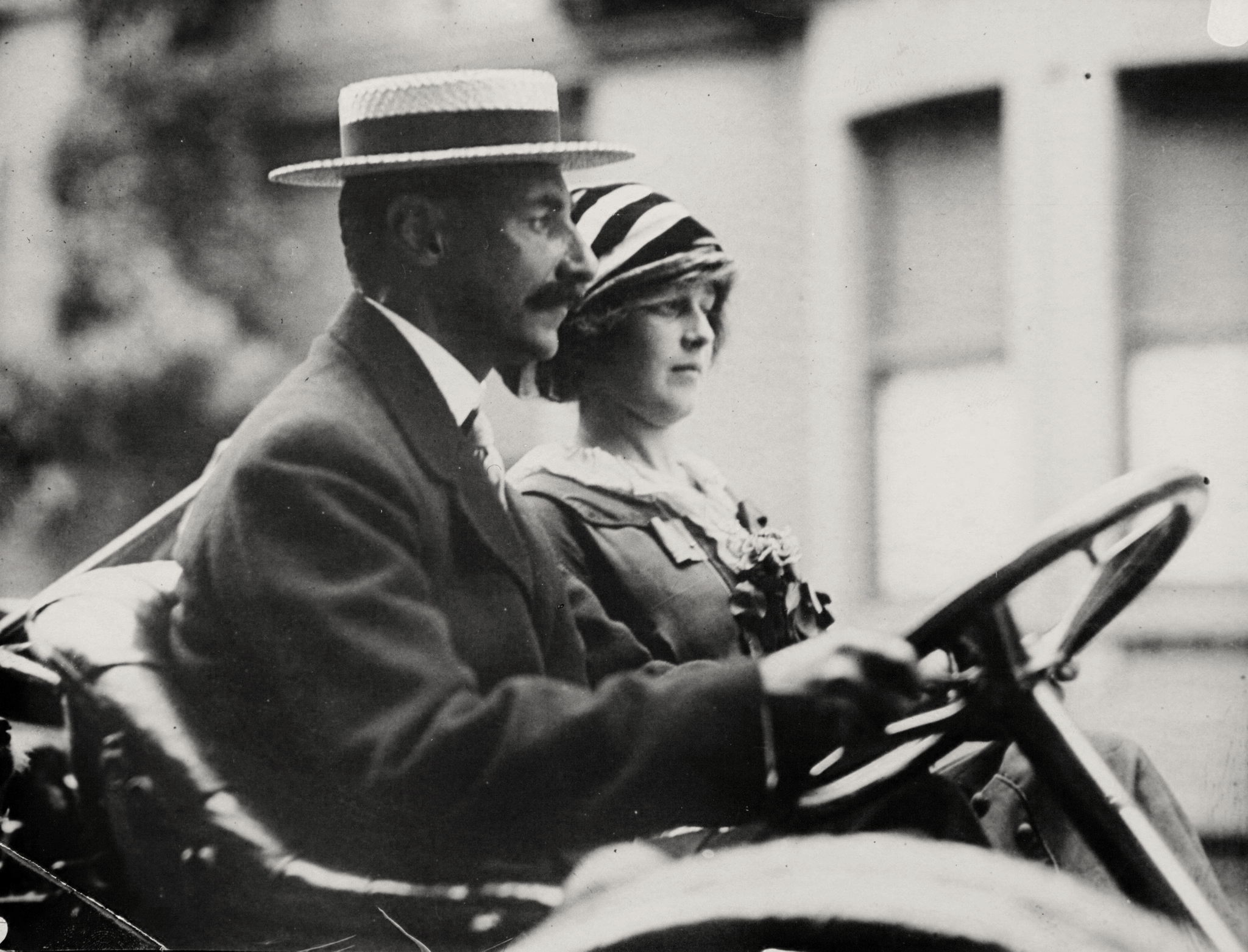
Les premiers projets de renflouement visaient à récupérer les corps de plusieurs milliardaires, dont celui du colonel John Jacob Astor.

Dès l'annonce de la nouvelle du naufrage du Titanic, des projets pour renflouer l'épave voient le jour. Les familles de John Jacob Astor, Benjamin Guggenheim et Charles Hays désirent en effet renflouer l'épave du paquebot pour récupérer les dépouilles de leurs proches. Vincent Astor contacte ainsi la firme Merritt & Chapman dans l'optique de dynamiter l'épave, procédure qui devrait permettre de remonter les corps à la surface, au prix de la perte du navire. Cependant, après des recherches plus intenses de Merritt & Chapman, toute tentative s'avère trop coûteuse, et la technologie de 1912 ne permet pas d'envisager un renflouement.
Des projets peu réalisables sont par la suite envisagés. En 1913, Charles Smith envisage d'avoir recours à des submersibles et des électro-aimants attachés à la coque, mais le projet avorte faute de fonds. L'épave est ensuite oubliée quelques années, mais la parution dans les années 1950 de La Nuit du Titanic par Walter Lord attire à nouveau l'attention sur le navire. Des idées étonnantes germent alors, notamment dans l'esprit de Dooglas Wolley. Il est ainsi envisagé de piéger le Titanic dans de l'azote liquide ou de le remplir de balles de ping-pong ou de vaseline pour le faire remonter à la surface. Aucun de ces projets ne trouve cependant de financement.

### Des projets de plus en plus sérieux
Des idées plus réalistes commencent cependant à apparaître. Durant l'été 1953, une compagnie de Southampton, Risdon Beasley Ltd, tente de localiser l'épave. Des explosifs sont utilisés pour sonder les fonds marins, mais l'opération, trop éloignée de la position du navire, est un échec. Les historiens et chercheurs commencent à se demander si la position donnée par l'équipage lors du naufrage est exacte, ou si l'épave aurait pu être détruite par un séisme sous-marin en 1929.
Il faut attendre les années 1980 pour que des expéditions sérieuses voient le jour. Elles sont à l'instigation de Jack Grimm, milliardaire texan ayant fait fortune dans le milieu pétrolier. L'homme est célèbre pour ses recherches extravagantes : avant le Titanic, il a en effet tenté de localiser l'arche de Noé et de capturer Bigfoot,. Ses projets débutent en 1979, et la première expédition quitte la Floride en 1980. Malgré le balayage d'une grande zone de fonds marins, l'épave n'est pas localisée. Deux autres expéditions menées en 1981 et 1983 ont aussi peu de résultats. Grimm présente une photographie de ce qu'il dit être une hélice du paquebot, mais des experts la déclarent fausse. Toujours en 1983, Grimm revient dans le secteur avec du nouveau matériel et détecte plusieurs gros objets métalliques au fond de l'océan, mais le mauvais temps le force à abandonner les recherches. On sait depuis que son expédition est passée au-dessus du site du Titanic sans pour autant l'identifier. À l'époque, la rumeur que la Royal Navy aurait déjà localisé l'épave en 1977 n'est pas encore diffusée. Nombreux sont ceux qui attribuent l'échec des diverses expéditions de recherches au simple fait que le grand paquebot n'existe plus, probablement détruit par une tempête sous marine qui, dans le secteur, avait détruit tous les câbles téléphoniques en 1929.

### Expédition de 1985

Itinéraire emprunté par le Titanic.

L'épave du Titanic est finalement découverte le 1er septembre 1985 par l'équipe du professeur Robert Duane Ballard. Cette découverte résulte d'une expédition financée par la marine américaine, bien que l'information soit restée classée « secret défense » jusqu'en 2008. Ballard, océanographe de renom, avait pour projet de découvrir le Titanic depuis de nombreuses années mais ne disposait pas des fonds nécessaires. La marine américaine recherchait pour sa part deux sous-marins nucléaires d'attaque coulés à de grandes profondeurs : le Thresher et le Scorpion mais ne disposait pas des technologies nécessaires. Ballard et la Navy sont donc parvenus en 1982 à un compromis : la marine finance l'expédition de Ballard sur le Titanic, mais celui-ci doit dans un premier temps localiser les deux submersibles.
L'expédition débute en 1985. Ballard obtient un partenariat avec l'Institut français de recherche pour l'exploitation de la mer (Ifremer). En juillet, tandis que Ballard recherche les deux sous-marins nucléaires, l'équipe française dirigée par l'océanographe Jean-Louis Michel entame la recherche du Titanic à bord du navire océanographique Le Suroît. Ces derniers explorent près de 80 % de la zone de recherches, sans succès.
Le 28 juillet, Ballard, après avoir localisé les deux sous-marins, relève l'équipe française avec son navire, le Knorr. Jean-Louis Michel continue cependant de participer aux recherches. Ballard dispose d'un submersible, Argo, capable de filmer les fonds marins à de grandes profondeurs. Il ne reste alors que cinq semaines de recherches. Ballard décide donc, au lieu de sonder la zone au sonar, d'utiliser Argo pour repérer d'éventuels débris signalant la présence de l'épave dans les environs. Le mois d'août se passe sans qu'aucune découverte soit relevée. C'est dans la nuit du 31 août au 1er septembre que l'image d'une chaudière apparaît sur les écrans du Knorr. Le Titanic est retrouvé. Ballard fait hisser le pavillon des chantiers navals Harland & Wolff, constructeurs du paquebot, et tout l'équipage se recueille sur le pont à 2 h 20, heure anniversaire du naufrage. Les jours suivants, Argo filme le navire. Les chercheurs constatent rapidement que la poupe manque. Ceci met fin à un débat qui divisait depuis 70 ans les historiens au sujet des derniers instants du paquebot. Seule la proue est pour l'heure découverte. Le 9 septembre, l'expédition s'achève.
La paternité de la découverte est cependant contestée. Dans une lettre ouverte à Ballard, Paul-Henri Nargeolet, membre de l'Ifremer ayant participé à plusieurs expéditions, dénonce certains oublis. Il note que le navire hydrographique britannique Hecate avait, en 1977, décelé une grosse épave en deux parties dans le cadre d'opérations secrètes et que Ballard était au courant. Il rappelle également qu'au moment de la découverte de la chaudière le 1er septembre, l'Américain dormait, et que c'est Jean-Louis Michel qui se trouvait derrière les écrans de contrôle, un aspect que Ballard semble oublier dans ses déclarations postérieures.

### Expéditions suivantes

#### Années 1980

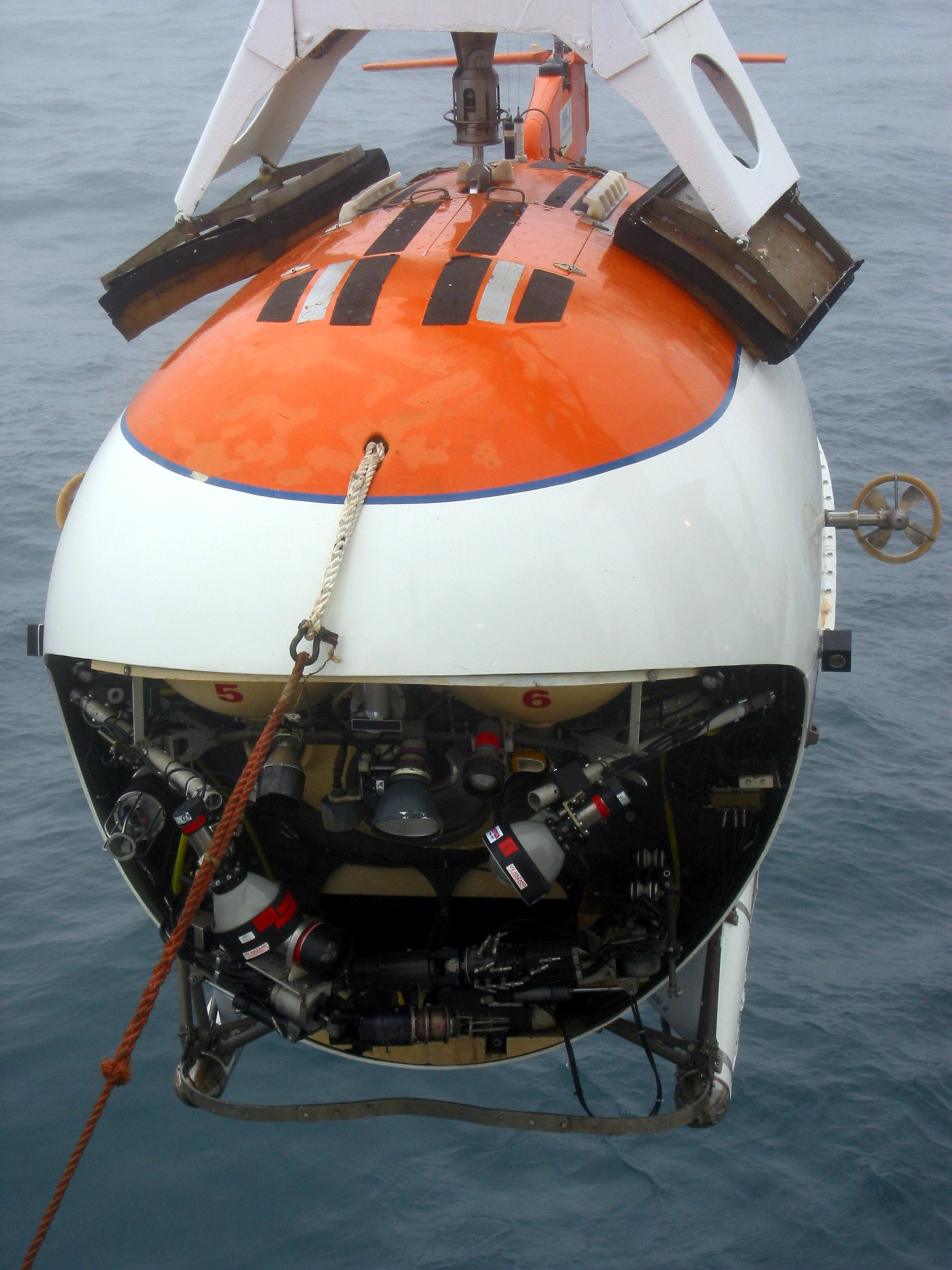
L'un des deux submersibles Mir utilisés dans plusieurs expéditions.

La première expédition visant à explorer l'épave est organisée durant l'été 1986 sous l'égide de Ballard mais sans la participation de l'Ifremer. Il embarque à bord d'un récent navire océanographique, Atlantis II, équipé du submersible Alvin (DSV-2). Ce dernier est conçu pour atteindre une profondeur d'environ 4 000 mètres, à laquelle repose l'épave, en transportant avec lui trois personnes. Il est équipé d'un robot télécommandé surnommé Jason Junior ou « J. J. » destiné à pénétrer à l'intérieur du navire pour le filmer.
Les plongeurs photographient la partie avant dans les moindres détails, et s'aventurent à partir du huitième jour de travail dans la partie arrière, en très mauvais état. Aucun objet n'est remonté durant cette expédition, Ballard considérant l'épave comme un tombeau. En revanche deux plaques sont déposées, l'une sur la proue demandant que le navire soit laissé en paix, une autre à la poupe en hommage aux victimes. Cette dernière plaque est signée par la Titanic Historical Society, association d'historiens spécialistes du navire et de son histoire.
L'année 1987 marque un changement. L'expédition se déroule cette année-là sans Ballard ; elle est financée par la RMS Titanic Inc. de l'Américain George Tulloch. L'équipe est aidée par l'Ifremer, qui fournit son sous-marin de poche Nautile, également équipé d'un robot télécommandé, Robin construit par ECA Group. Outre un nombre impressionnant de clichés de l'épave, l'expédition rapporte également près de 800 objets collectés dans le champ de débris s'étendant autour de l'épave, ce qui n'est pas sans polémique.

#### Années 1990

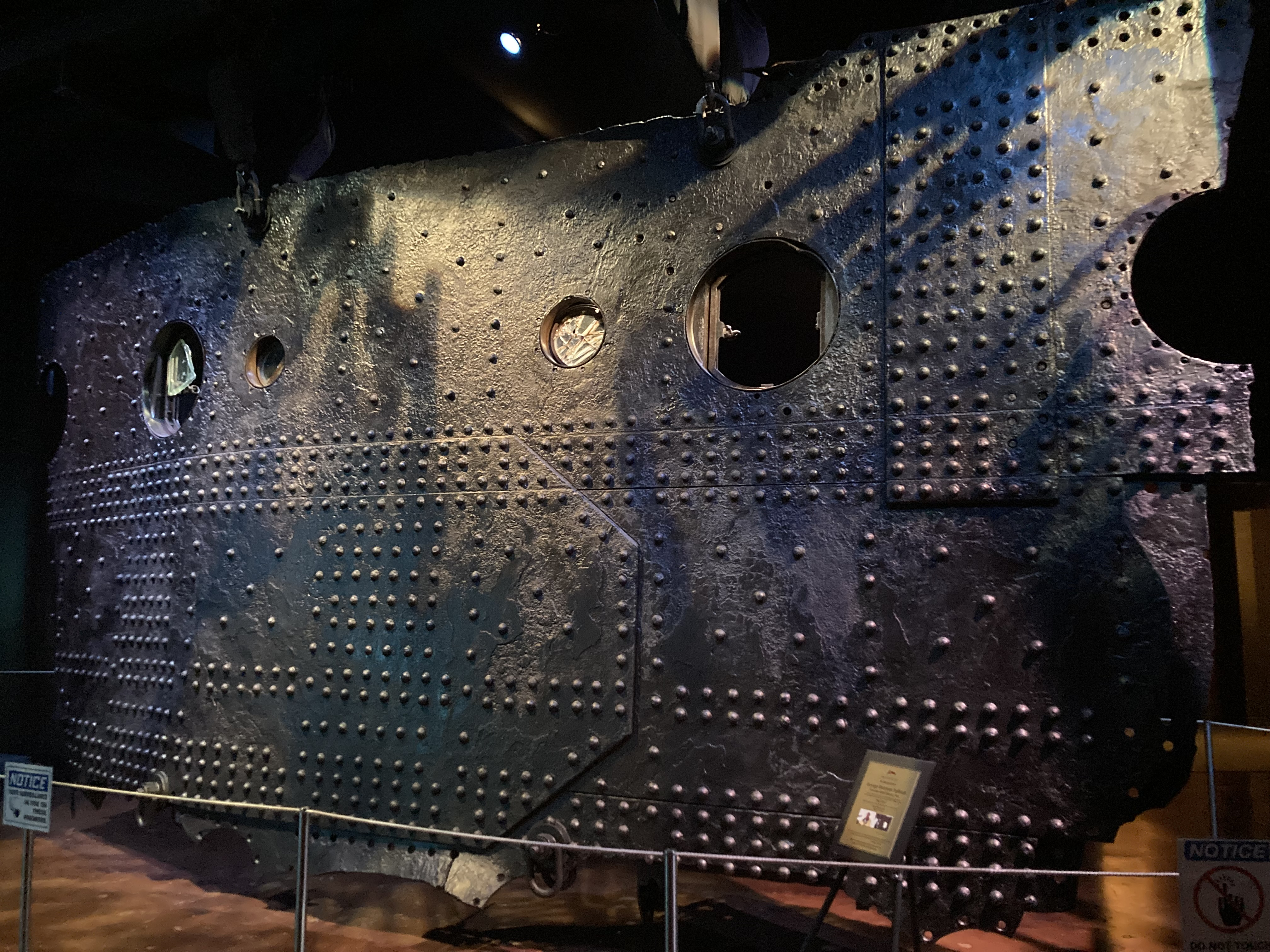
La Big Piece, en 2023.

En 1991, une expédition soviétique et canadienne filme l'épave en IMAX dans le cadre de la réalisation du film Titanica. Elle se déroule à bord de l’Akademik Mstislav Keldych, navire soviétique équipé des deux submersibles Mir. Quelques morceaux d'acier de la coque sont remontés dans le cadre d'expériences scientifiques. La RMS Titanic Inc. mène à nouveau deux expéditions sur l'épave en 1993 et 1994, remontant plus d'un millier d'objets. La société est reconnue par la Cour fédérale de Virginie comme seul possesseur des objets du navire, à condition de faire régulièrement des expéditions sur l'épave.
En 1995, le Keldysh revient sur les lieux du naufrage avec à son bord le réalisateur James Cameron, qui prépare alors son film Titanic. Grâce à des robots télécommandés, l'intérieur de l'épave est en partie exploré au niveau du Grand Escalier et des sections adjacentes.
L'année suivante, la RMS Titanic Inc. organise une expédition accompagnée de navires de croisière remplis de spectateurs. Une tentative est faite pour remonter la Big Piece, un morceau de la coque du navire retrouvé dans le champ de débris. Il s'agit plus précisément d'une portion du flanc tribord, à l'origine à cheval sur les cabines C79 et C81, descendant jusqu'au pont D au niveau de la salle à manger des premières classes. Cependant, le temps empêche le projet d'aboutir. La Big Piece est finalement renflouée lors de l'expédition suivante, en 1998.

#### Années 2000

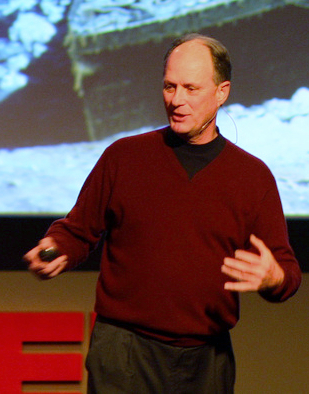
Robert Ballard donnant une conférence sur l'épave en 2008.

En 2000, la RMS Titanic Inc. organise une expédition qui permet de remonter certains objets emblématiques du navire, tels qu'un transmetteur d'ordres.
Cameron revient en 2001 sur le site de l'épave et filme cette dernière pour son documentaire Les Fantômes du Titanic, explorant plusieurs parties de l'intérieur, comme le hall de réception et plusieurs cabines, notamment les suites de luxe.
En 2004, Ballard participe à l'expédition « Retour sur le Titanic » destinée à évaluer l'évolution de la qualité de l'épave en comparant les clichés de 2004 avec ceux de 1986. En 2004, également, sont photographiés le dôme du Grand Escalier arrière et une caisse de fusées de détresse. La même année, la RMS Titanic Inc. effectue sa dernière expédition et récupère 75 objets, dont un grand nombre proviennent du Restaurant à la Carte.
Enfin, en 2005, James Cameron retourne sur l'épave pour tourner un documentaire diffusé par Discovery Channel, « Last Mysteries of the Titanic ». Lors de cette expédition, les robots de Cameron s'aventurent dans plusieurs pièces inexplorées, comme la cabine du couple Straus, les bains turcs, mais aussi Scotland Road. Il échoue cependant dans sa tentative de filmer l'intérieur de la chaufferie no 6. Une autre expédition, toujours en 2005, permet de documenter un important morceau du navire : deux pièces qui constituent la partie manquante du double fond du navire, découvertes en 1993. L'expédition localise à proximité un énorme amas de métal tordu, non identifié sur le moment.

#### Années 2010

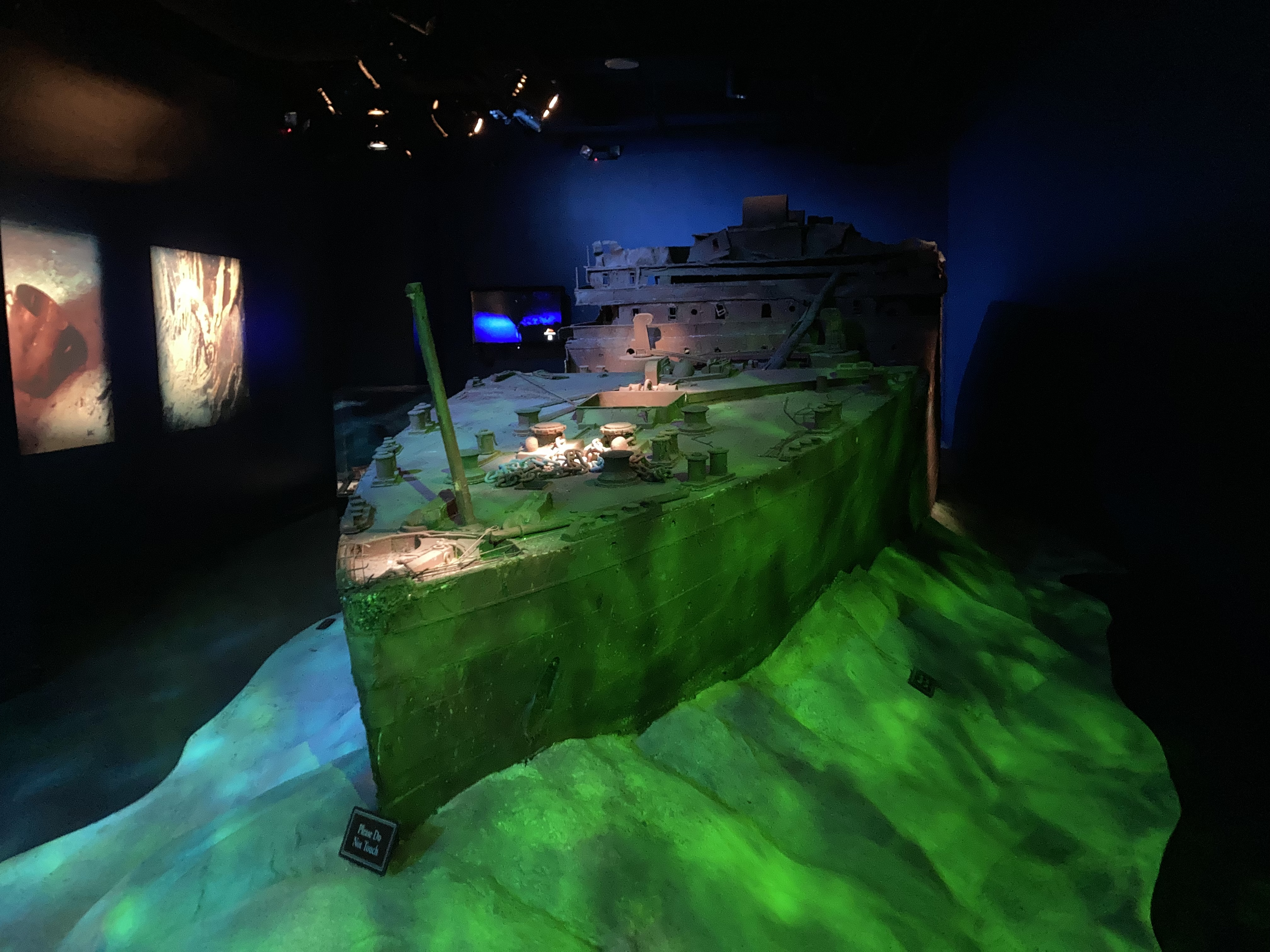
Maquette représentant la proue de l'épave du Titanic.

Depuis 2005, aucune expédition de récupération d'objets n'a été organisée. Cependant en août 2010, une expédition d'un nouveau genre a été lancée par la RMS Titanic Inc. L'épave se détériorant de plus en plus et dans le souci de régulariser les recherches sur le site du naufrage, l'expédition avait pour but de photographier chaque partie de l'épave pour établir une carte du site en 3D. Médiatisée et suivie par un grand nombre de personnes, cette expédition a permis de sensibiliser le public à la détérioration de l'épave et à son importance historique.
L'expédition est menée par le laboratoire américain du Woods Hole Institute. Elle a pour but de cartographier le site de l'épave et d'explorer des zones qui ne l'avaient jamais été. En effet, les précédentes explorations avaient toujours exploré les mêmes endroits du site, et n'avaient pu avoir une vision globale de ce dernier. Équipés de sonars autonomes, identiques à ceux qui permettront l'année suivante de localiser l'épave du vol Air France 447 disparu en 2009, ils réalisent une cartographie complète du site, qui s'étend sur un rectangle de 1 500 mètres par 900. Les experts de cette expédition vont ensuite envoyer des robots pour identifier, filmer et répertorier chaque détail du site, en particulier ceux jamais découverts ou auxquels on avait prêté peu ou pas d'importance, et ceci dans un but de conserver le plus de données possible étant donné que l'épave se dégrade de plus en plus vite et devrait disparaître dans les prochaines années.
Cette expédition a permis d'identifier de nouveaux éléments, comme les restes de la cheminée no 2, un morceau du flanc tordu à un angle de 90°, ou encore d'identifier l'énorme amas de pièces métalliques découvert en 2005 : il s'agit d'un morceau du navire, faisant toute sa largeur, comprenant les ponts supérieurs, A, B et une partie du pont C, au niveau de la cheminée no 3, avec encore des restes de cette dernière en place. Cette partie a été surnommée le deckhouse car elle contient un local de ce nom, qui était situé à la base de la troisième cheminée. Ces dernières découvertes balayent une théorie acquise comme certitude depuis la découverte de l'épave 25 ans plus tôt : la partie manquante du paquebot ne s'est pas vaporisée en des milliers de débris, mais en plusieurs grosses pièces identifiables sur le fond de l'océan.

#### Années 2020
En 2020, quinze ans après la dernière plongée habitée sur le Titanic, les équipes de Caladan Oceanic retournent sur l'épave à bord du navire océanographique DSSV Pressure drop et du submersible Limiting factor. L'équipage est constitué entre autres de l'explorateur Victor Vescovo, de l'expert du Titanic Parks Stephenson et de l'écologiste microbienne Lori Johnson. Leur but est de quantifier les dégradations survenues depuis la dernière exploration ainsi que de créer une modélisation d'une grande précision scientifique.
Afin de pouvoir observer avec précision les phénomènes qui endommagent l'épave au cours du temps de manière non-invasive, une plateforme de collecte de données est positionnée à proximité de l'épave. Plusieurs échantillons de métaux ayant été soumis à différents types de traitements tels qu'une torsion, un traitement thermique, une soudure, ou un rivetage, sont fixés à celle-ci. La plateforme étant faite d'acier tout comme le Titanic, les bactéries devraient contaminer cette source d'acier et permettront, lorsque la plateforme sera remontée, d'établir un rapport entre la dégradation de la plateforme et celle de l'épave.
Capturant pour la première fois des images 4K de l'épave, l'expédition a permis la création de la modélisation photogrammétrique de l'épave la plus précise jamais élaborée. Ces nouvelles images ont aussi révélé que les quartiers des officiers s'étaient énormément dégradés, tout comme la chambre et la salle de bain du capitaine Edward John Smith, tandis que son emblématique baignoire a disparu.
En 2023, une expédition à vocation de tourisme élitiste, avec notamment l'explorateur et spécialiste du Titanic Paul-Henri Nargeolet, connaît une fin dramatique avec l'implosion du sous-marin Titan durant sa descente (voir infra).
La RMS Titanic Inc. effectue une nouvelle expédition de plusieurs semaines en 2024, pour prendre des clichés en haute résolution ainsi qu'effectuer une cartographie complète de l'épave et du champ de débris. L'expédition permet de constater que la détérioration de l'épave s'est accrue, notamment avec une partie de la balustrade de la proue qui s'est détachée et est tombée sur le sol océanique. Par la même occasion, la statue Diane de Versailles, qui n'avait pas été vue depuis 1986, est retrouvée.

## Géologie du site
Les multiples expéditions ont permis d'étudier le site du naufrage d'un point de vue naturel.

### Géologie
Le Titanic a coulé dans un canyon sablonneux en pente douce au pied des Grands Bancs de Terre-Neuve. S'il avait coulé quelques kilomètres plus au sud, le navire se situerait à une profondeur comprise entre 5 000 et 6 000 mètres. Il aurait peut-être été découvert plus tardivement ou jamais. Si l'accident avait eu lieu un peu plus au nord, il ne reposerait que par moins de 300 mètres de fond. Enfin, si elle avait fait naufrage plus à l'ouest, l'épave n'aurait jamais été découverte à cause du gigantesque glissement de terrain de 1929 dans cette zone. Deux forts courants sous-marins convergent dans la zone : le Gulf Stream et le courant du Labrador. Ceci explique en partie l'importante surface du site de l'épave, l'éparpillement des petits objets au sud du site, comme le charbon et les ustensiles de cuisine. De plus, les sédiments qui se déplacent recouvrent peu à peu les petits objets. En 2010, les sonars autonomes ont mis en évidence d'importantes dunes de sable qui arrivent du nord-est dans la direction de l'épave.
Le site se situe dans un canyon entouré de trois petites montagnes culminant à environ 700 mètres du fond marin.

### Activité sismique
De ce point de vue, l'épave du Titanic est située dans un endroit assez calme. Il y a eu cependant un important tremblement de terre, 7,2 sur l'échelle de Richter, le 18 novembre 1929, qui détruisit notamment tous les câbles téléphoniques de la région. Beaucoup pensèrent, et certains jusqu'à la découverte du navire, que ce dernier avait été détruit. Le site est trop éloigné de la dorsale océanique pour être affecté par les tremblements de cette zone.

## État

### État général

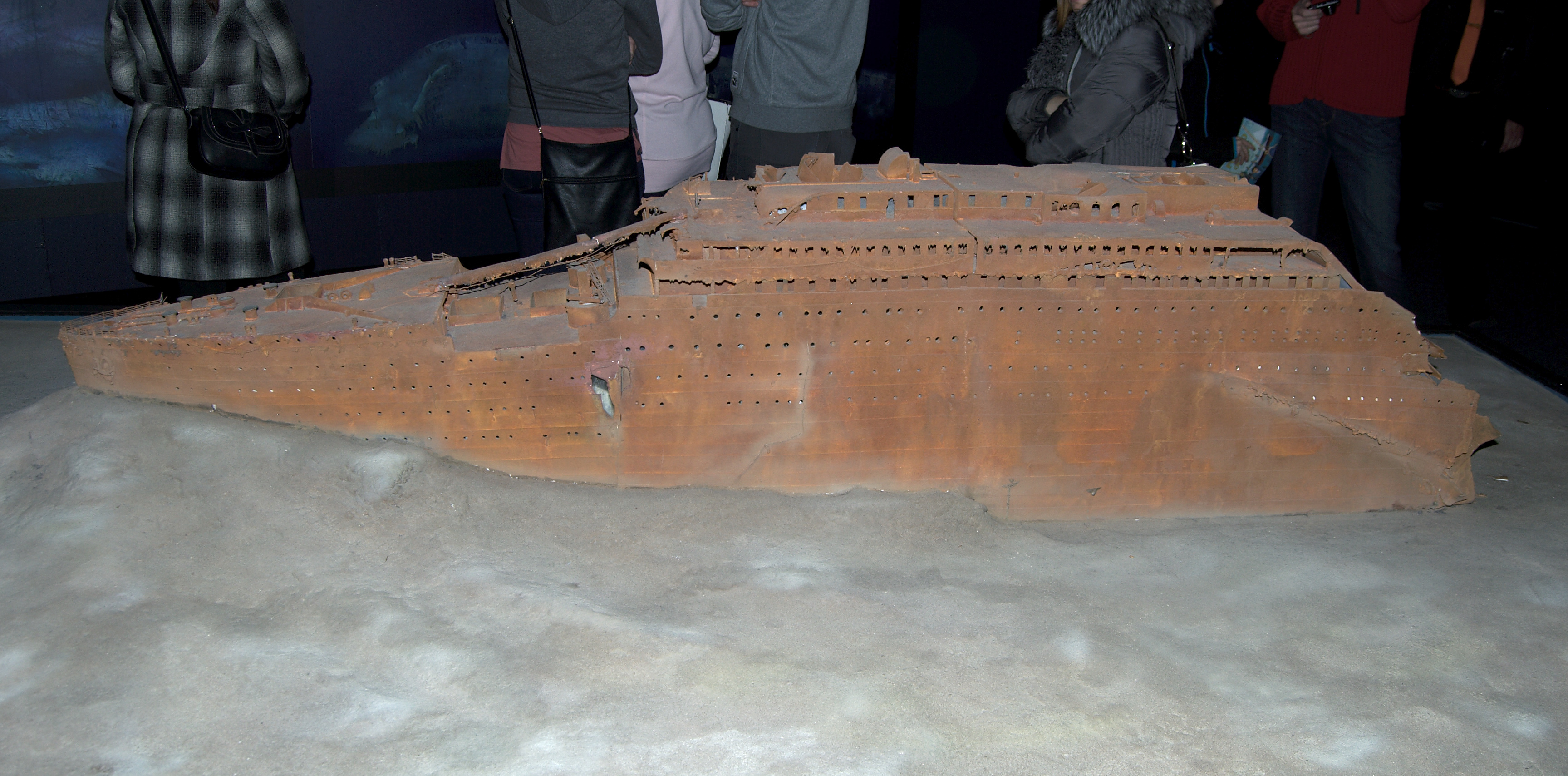
Maquette représentant la proue de l'épave du Titanic.

L'épave est coupée en deux principaux morceaux séparés d'environ 600 mètres l'un de l'autre. Contrairement à ce que l'on pensait avant sa découverte (une croyance illustrée par le rapport d'enquête consécutif au naufrage), le navire n'a donc pas coulé en un seul morceau, mais en deux, après s’être brisé entre la deuxième et la troisième cheminée. Outre la partie avant et la partie arrière ainsi que cinq gros morceaux de coque et de superstructures,
,, elle s'est éparpillée en plusieurs morceaux sur un périmètre d'environ 1 500 mètres par 900. La partie arrière, qui a implosé à la suite du violent impact sur le sol mais aussi à cause de la longue descente, se trouve en plus mauvais état que la proue, alors que cette dernière est pour sa part détériorée par les expéditions à répétition. La poupe, bien que méconnaissable et difficilement explorable, présente néanmoins deux intérêts majeurs : les hélices latérales sont visibles, ainsi que les deux machines alternatives. Sur la partie avant, le toit du gymnase et le nid-de-pie ont tous deux disparu avec la dégradation progressive de l'épave.
En 25 ans, l'épave s'est beaucoup détériorée à cause de nombreux facteurs humains et naturels. Robert Ballard, qui avait découvert l'épave et était descendu sur le site lors de l'expédition de 1986, en a constaté la dégradation rapide lorsqu'il est revenu sur les lieux lors d'une nouvelle expédition en 2004. Entre ces deux dates, la structure de l'épave s'est fragilisée, l'acier étant rongé par une bactérie baptisée Halomonas titanicæ. Celle de la proue est devenue instable dans un milieu sous-marin rude et hostile à toute construction faite de la main de l'homme. Les chercheurs ont estimé que l'épave pouvait s'effondrer sur elle-même dans les décennies à venir mais personne ne peut prédire à quel moment. Le milieu naturel n'est pas la seule cause. Les nombreuses expéditions menées depuis 1985 ont laissé des traces de pollution qui ont favorisé la prolifération de bactéries appelées rusticles. Certains dégâts sont aussi dus à l'exploration humaine du Titanic. Selon Robert Ballard, les submersibles sont également responsables de la dégradation de l'épave, notamment ceux qui utilisent le navire comme piste d'atterrissage. Le toit de la cabine radio Marconi, situé à côté du Grand Escalier qui permet l'accès des robots sous-marins à tous les niveaux du bâtiment, a été détruit.

### Coordonnées
Les coordonnées géographiques de l'épave sont,,, :
- proue : 41° 43′ 57″ N, 49° 56′ 49″ O ;
- poupe : 41° 43′ 35″ N, 49° 56′ 54″ O ;
- chaudière : 41° 43′ 32″ N, 49° 56′ 49″ O.

### Partie avant

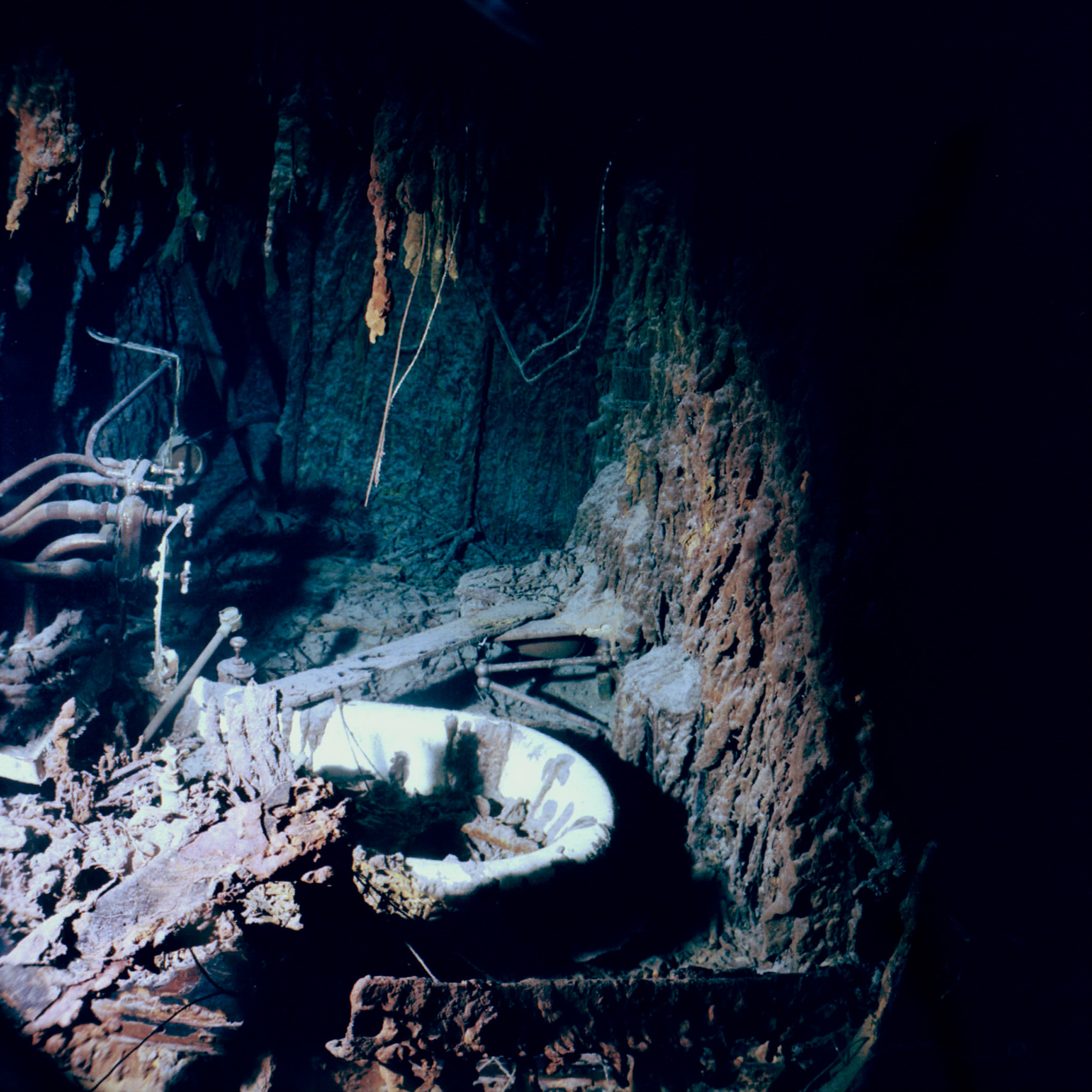
La salle de bain du commandant Edward Smith.

La partie avant de l'épave du navire s'étend de la proue à l'arrière de la deuxième cheminée du navire. Bien que fortement enfoncée dans la vase, elle est en relativement bon état. La passerelle de navigation et ses abris latéraux ont été écrasés par la chute de la cheminée et du mât avant, ainsi que par l'énorme effet hydrodynamique lors de l'impact sur le fond de l'océan (une masse d'eau de plusieurs milliers de tonnes s'est abattue sur l'épave lors de l'impact). Cependant, le feu du mât et le support de la roue de gouvernail sont toujours intacts. La cage du Grand Escalier s'est affaissée sur elle-même, ainsi que le dôme de verre qui la surplombait. Il s'agit cependant d'une véritable aubaine pour les explorateurs, qui l'utilisent comme point d'entrée pour visiter l'épave.
D'autres lieux ont été visités, tels que la salle de réception du navire, remplis de débris divers méconnaissables pour certains, parfaitement identifiables pour d'autres, mais aussi la salle à manger de 1re classe, les bains turcs, la salle de tri postal, le gymnase et la cabine du commandant Edward Smith. La baignoire de ce dernier a été retrouvée intacte, de même que les ancres, leurs chaînes, les cabestans et les bastingages. De plus, plusieurs dizaines de cabines des ponts A, B, C et D ont été explorées, notamment les suites de luxe du pont B. L'état des cabines varie selon leur emplacement : celles des ponts inférieurs sont en bon état — meubles encore debout et à leur place — alors que celles des ponts supérieurs, envahies subitement par les eaux, sont le plus souvent dans un état méconnaissable.
La découverte et l'analyse de la partie avant par un mini-sonar a également permis de constater les dégâts causés par l'iceberg. La thèse d'une grande déchirure d'une centaine de mètres a ainsi été abandonnée, les observations prouvant que la glace n'a causé que de petites brèches.
L'expédition de 2010 a mis en évidence l'accélération de la dégradation de la partie avant : son arrière s'est effondré un peu plus et une partie du pont promenade s'est affaissée, et la coque, au même endroit, s'écarte des flancs laissant un peu plus visibles les chaudières de la chaufferie no 2.

### Partie arrière et champ de débris
La partie arrière du Titanic est celle qui est restée hors de l'eau le plus longtemps. Elle était de fait encore en partie remplie d'air lors de son engloutissement, et a explosé en heurtant le fond. La coque est en grande partie tombée, les ponts sont retournés, et un grand champ de débris s'étend aux alentours. Cependant, les trois hélices et les deux machines alternatives du navire sont restées à leur place.
Un vaste mais peu dense champ de débris s'étend entre les deux parties de l'épave, espacées d'environ un demi-kilomètre. On y a découvert de nombreux morceaux de charbon mais également une poupée, des pièces d'ornementation, des lavabos et des pièces d'acier provenant des bancs. L'une des pièces les plus notables est un des coffres forts du navire, découvert par Robert Ballard en 1986. Le fond de celui-ci est détaché, et son contenu est demeuré introuvable. Le principal champ de débris, très dense celui-ci, se situe à proximité immédiate de la poupe, à l'est de cette dernière, et résulte de l'impact violent sur le fond de l'océan : grues, bossoirs, morceaux de superstructures divers, pièces de l'appareil propulsif, chaudières. Le naufrage s'étant déroulé à la verticale de ce point, on y a également trouvé des restes des cheminées,,,.

## Reconstitution du naufrage
Les expéditions successives et en particulier les dernières, couplées aux témoignages du naufrage et aux simulations réalisées avec les tout derniers logiciels de construction navale, ont permis de reconstituer précisément le scénario du naufrage. Les travaux des ingénieurs navals, avec ces logiciels dans lesquels avaient été saisis les plans du paquebot, ont permis de présenter, minute par minute, le niveau d'envahissement du navire par les eaux, en fonction des compartiments et des locaux, en tenant compte des facteurs aggravants, par exemple la porte extérieure de l'entrée des premières classes sur le pont D, ouverte sur demande d'un des officiers du Titanic, et retrouvée comme telle en 1986.

Localisation des zones mentionnées.

### Déroulement du naufrage
Après avoir heurté l'iceberg à 23 h 40, les cinq premiers compartiments du navire se remplissent, à des vitesses différentes, mais s'équilibrent rapidement. Alors que l'eau envahit la salle de tri postal et autres locaux dans les fonds du navire, ce dernier prend une légère gîte à tribord, confirmée par les témoignages. Ces derniers confirment le changement de côté de cette gîte : elle passera rapidement du côté bâbord, atteignant 5 degrés.
La gîte sur ce côté est conservée durant le naufrage, le remplissage se faisant de manière uniforme, les flots utilisant une voie royale : Scotland Road, sur le pont E, coursive de plus de 100 mètres de long située au-dessus des cloisons étanches et destinée à faciliter la circulation de l'équipage. Tout s'accélère vers 1 h 40 où l'eau atteint le pont D : aidés par la porte d'entrée extérieure des premières classes laissée ouverte, de grands volumes envahissent rapidement les grandes salles du navire : hall de réception des premières classes ainsi que leur salle à manger. Le début de la fin arrive vers 2 h 15 : la mer atteint la base de la passerelle, et s'engouffre par les ouvertures des locaux avoisinants : portes et larges fenêtres. Vers 2 h 17, la mer a envahi la passerelle, la première cheminée s'effondre, puis l'eau envahit définitivement la cage du Grand Escalier avant dans laquelle les passagers horrifiés l'ont vu progressivement monter depuis minuit et demie, et va briser le dôme de verre qui surplombe l'escalier. Le navire se dresse rapidement, à un angle maximal évalué à 19-23° avec la mer. Cette dernière envahit de larges salles : gymnase et salon des premières classes.

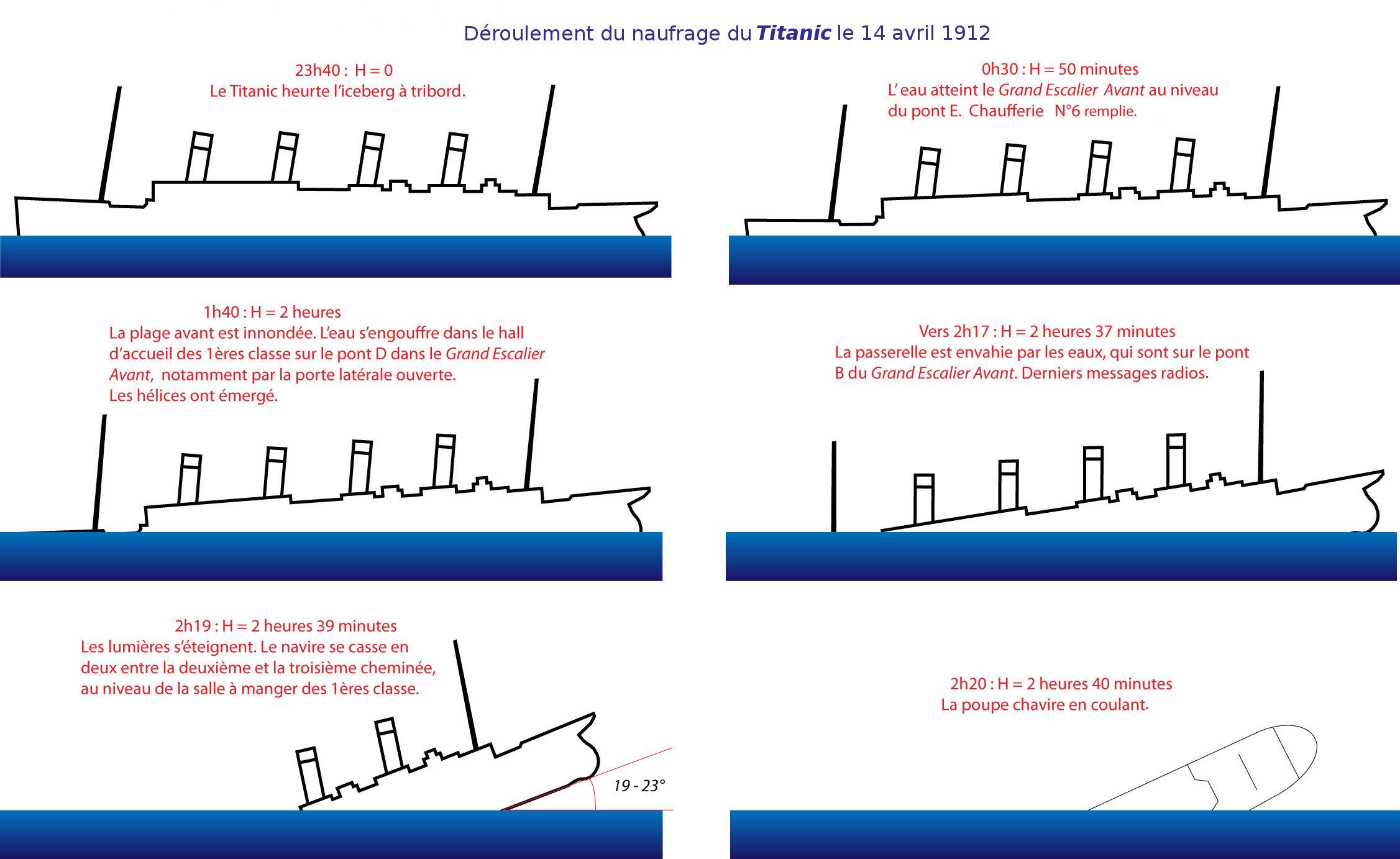
Les différentes étapes du naufrage du Titanic.

À ce moment, la contrainte mécanique est trop forte pour la coque et les superstructures. Les lumières s'éteignent, et le navire se déchire de haut en bas, de tribord à bâbord, juste en avant de la troisième cheminée. La poupe se remet à l'horizontale sur la mer. Les deux parties du navire sont alors dans deux situations complètement opposées : la proue est complètement remplie et représente une masse énorme ; la poupe, elle, est pratiquement vide. Cependant, elles sont encore attachées par le double fond. Rapidement, tout cela finit par rompre. La partie avant coule, laissant la partie arrière, qui donne la terrible impression qu'elle va continuer à flotter. Elle ne reste en place que quelques secondes : éventrée, elle coule tout en chavirant sur bâbord. Il est 2 h 20,,,.

### La chute vers le fond

#### Partie avant
La proue, complètement remplie, coule en planant, légèrement inclinée sur l'avant, et ne subit aucun stress durant la descente, si ce n'est évidemment la pression qui augmente. Le mât avant tape violemment sur la passerelle, l'endommageant encore plus, l'effondrement de la première cheminée l'ayant déjà peut être touchée quand elle a chuté. À l'approche du fond, la proue commence à se redresser et se pose sur le fond, à la manière d'un avion qui réalise un atterrissage forcé. Sous la violence du choc, la coque se tord, laissant le joint d’expansion se dilater fortement. Au niveau des cabines de troisième classe à tribord, une large brèche s'ouvre quand les plaques d'acier et les rivets ne supportent pas la violence de l'impact. La contraction de la partie avant de la proue fait qu'un important volume d'eau en est éjecté. Ainsi, le capot de la cale no 1 est projeté plusieurs mètres en avant. Le souffle de l'eau à l'impact fait exploser les vitres des cabines situées à l'avant du pont B.
Arrive dans la foulée un énorme effet hydrodynamique : la masse d'eau déplacée durant la chute reprend sa place et vient s'abattre sur la partie avant. Elle fait s'affaisser son arrière, là où se trouvait le salon des premières classe, mais écrase aussi le reste de la passerelle et de ses abris de navigation sur ses côtés. À l'endroit de la cassure, la chaufferie no 2 est grande ouverte et laisse apparaître les cinq massives chaudières toujours en place,,,.

#### Partie arrière
Sévèrement fragilisée par la rupture, la poupe coule en chavirant sur bâbord. De par sa gîte, elle part en faisant des spirales serrées. Lors d'une des toutes premières, un morceau du double fond — qui va se séparer en deux —, ainsi qu'un morceau de superstructures d'une vingtaine de mètres sous la troisième cheminée et englobant les trois premiers ponts, s'arrachent pour aller se poser loin à l'est. Les cinq chaudières de la chaufferie no 1, n'ayant plus de support, tombent à la verticale de par leurs poids et densités. Elles seront parmi les premiers débris aperçus lors de la découverte officielle de l'épave en 1985.

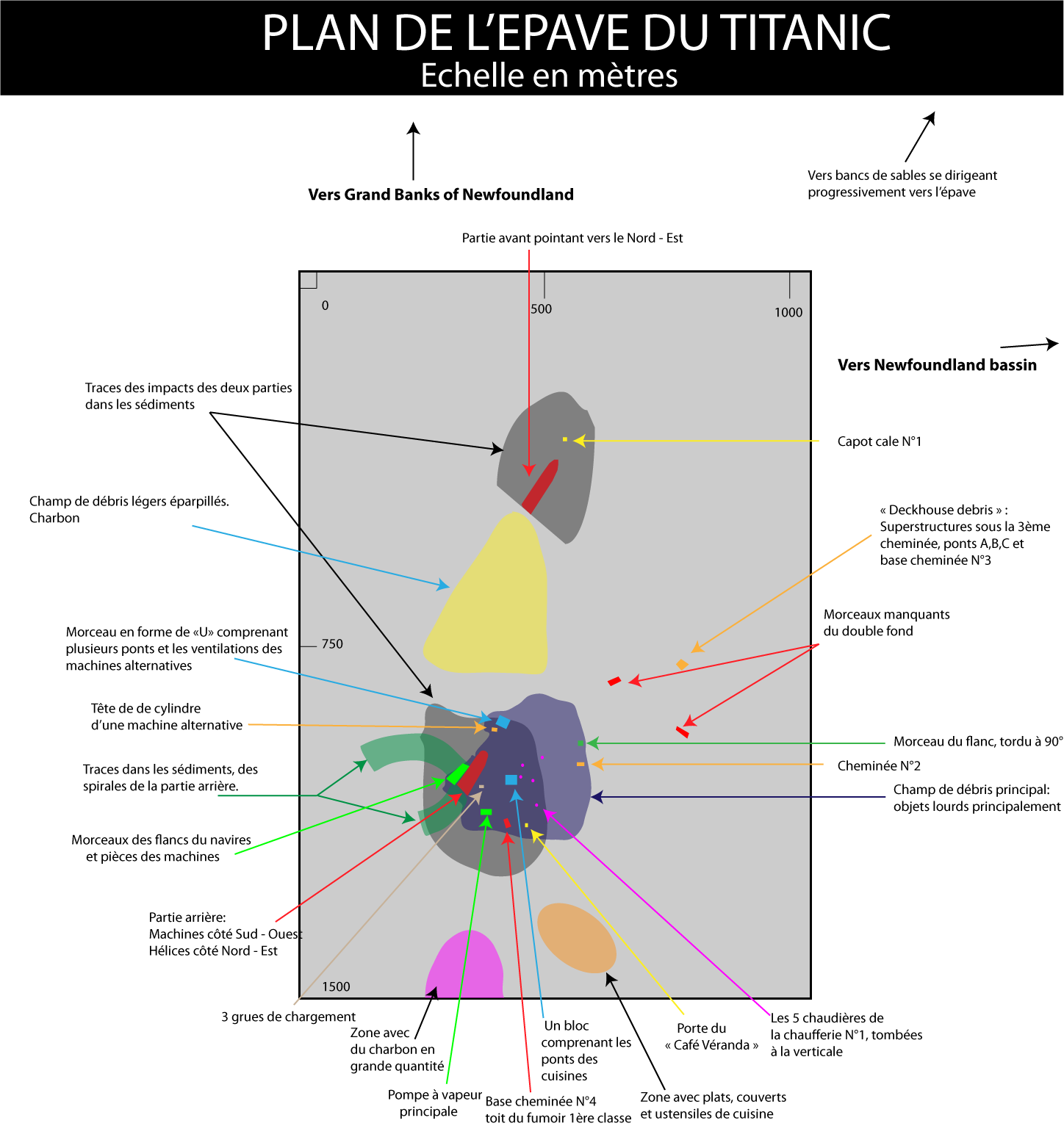
Plan du site de l'épave du Titanic

La vitesse qu'elle prend fait que la force de l'eau arrache ses flancs fragilisés par la cassure. De plus, encore pleine d'air, la poupe subit mal cette descente violente. Sous la pression, elle implose au niveau des cales arrière, le pont se retournant comme une boîte de conserve ouverte. Les spirales continuent, et c'est d'abord un énorme morceau des ponts supérieurs, en forme de U, encadrant le Grand Escalier arrière, et qui incorporait les espaces de ventilation des turbines alternatives, qui s’arrache pour se poser sur le fond à proximité immédiate. À l'approche du sol, la base de la cheminée no 4 ainsi que le toit du fumoir des premières classes, mais également le sol des cuisines sur toute la largeur du bateau, se détachent à leur tour. Lorsque la poupe arrive en tournoyant, les machines alternatives sont déjà « à nu ». Une dernière spirale laisse une importante trace dans les sédiments avant l'impact.
Tel un avion en perdition, la poupe tombe violemment sur le fond, gouvernail en premier, se tordant dans le sens de la longueur, et s'écrase complètement, les ponts supérieurs s'aplatissant les uns sur les autres et les flancs du navire s'écartent. La violence du choc a projeté énormément de lourds débris à proximité : grues, bossoirs, pièces de propulsion, vitres, portes, tôles et cloisons cohabitent avec des objets plus légers : couverts, effets personnels, bouteilles, ainsi que certains morceaux de superstructures déjà détachés avant l'impact. Le mât arrière s'affale dans le sens de l'impact, l'entrée des secondes classes s'effondre — peut être déjà endommagée par la chute de la quatrième cheminée — ainsi qu'une des grues de chargement. Sur le flanc tribord, tous les ponts sont apparents. Les hélices latérales sont visibles,,,. L'exploration du site et la reconstitution du naufrage ont mis en évidence le fait que la grande profondeur a fortement influencé la destruction de la poupe, en lui laissant le temps de prendre de la vitesse et de perdre plusieurs morceaux durant la descente.

## Présence humaine sur le site

### Traces laissées par les visiteurs
Les multiples visites sur le site de l'épave depuis sa découverte officielle en 1985 ont laissé de nombreuses traces. Si de nombreuses expéditions à but scientifique, comme celles de James Cameron, Paul-Henri Nargeolet ou évidemment Robert Ballard ont travaillé à laisser le moins possible de traces de leur passage et à respecter le site, de multiples expéditions, souvent financées par des particuliers fortunés payant pour voir le navire de leurs propres yeux, ont marqué le site. Robert Ballard mentionnera plusieurs fois, que sur la partie avant, on peut « voir où les sous-marins se sont posés ». En 2010, lors de l'expédition visant à cartographier le site, un des robots s’accrochera à un poids de lestage, vestige d'une expédition précédente.

### Objets des victimes
Lorsque l'épave est explorée la première fois en 1985, beaucoup se demandent si l'on trouvera des restes des passagers ayant coulé avec ou à proximité du navire. Pour de nombreux scientifiques, la question ne se pose pas : l'énorme pression à cette profondeur, la forte salinité de la mer, les courants marins, les organismes vivants rencontrés à cette profondeur ainsi que bien évidemment le temps, auront tout fait disparaître depuis plusieurs décennies déjà.
Lors de la première expédition donc, Robert Ballard affirmera n'avoir vu aucune trace de cadavres sur le fond. Par contre, il mentionnera avoir vu à plusieurs endroits des paires de chaussures, posées sur le fond, ne laissant aucun doute quant à leur origine : jadis à ces endroits reposaient des corps depuis longtemps disparus.
Durant les multiples plongées réalisées ultérieurement sur le site, ce type de découverte sera plusieurs fois mentionné. Cependant, les images remontées confirment les prédictions des scientifiques : il ne reste plus rien, et depuis longtemps. Robert Ballard explique cependant qu'il est possible qu'il y ait des subsistances dans les parties internes profondes du navire comme les cabines de troisième classe, car elles sont plus protégées des éléments. Pour preuve, lorsque James Cameron explore une cabine du pont D, il trouve encore des lits en un seul morceau, une armoire debout avec encore des restes de vêtements, alors que les cabines des ponts supérieurs ne présentent que des débris ou accumulations de dépôts organiques informes. Cependant, toutes les expéditions sont unanimes : il n'y a aucun reste humain repéré sur le site ou dans l'épave. Il est d'ailleurs mentionné à plusieurs reprises, que cela facilite le travail des explorateurs, déjà « touchés » par la présence des chaussures qui rappellent régulièrement que le site est une tombe.
En 2012 est publié le livre Farewell, Titanic: Her Final Legacy par Charles Pellegrino, qui a plusieurs fois plongé sur l'épave notamment aux côtés de James Cameron. Dans son ouvrage, Pellegrino raconte qu'en 2001, lors de l'exploration d'un des couloirs jouxtant la cage du Grand Escalier avant, il a vu ce qui serait un crâne en partie recouvert de sédiments. Cependant, l'équipe de l'expédition n'était pas unanime sur ce point, et n'en tient pas plus compte. Toujours selon Pellegrino, en 1996, une équipe remonte plusieurs objets, dont un plat de cuisine. En le nettoyant, ils découvrent de tout petits ossements d'animaux, identifiés comme tels par le zoologiste Bill Schutt de l’American Museum of Natural History. L'équipe en aurait été « soulagée », mais aurait aussi pris conscience que si des ossements d'animaux ont survécu presque 100 ans dans de telles conditions, il pourrait en être de même pour des os humains. Leurs craintes ne mettront pas longtemps à être justifiées. Lors d'une plongée suivante, ils remontent un autre plat sur lequel un objet brillant attire l'attention. En le nettoyant, ils constatent qu'il s'agit d'une alliance, avec encore, clairement identifiable, un os de doigt humain à l'intérieur. L'équipe décide unanimement de remettre le tout à l'endroit où il a été trouvé, le reste du corps devant subsister dans la vase.

### Implosion du submersibleTitanen juin 2023
Le 18 juin 2023, le sous-marin touristique Titan plonge avec cinq personnes pour une nouvelle exploration de l'épave. Il est porté disparu après la perte de communication avec lui pendant sa descente et l'absence de sa réapparition à l'heure prévue.
Les secours américains, canadiens et français, organisent des recherches et déploient un matériel important dont deux Lockheed C-130 Hercules, le navire L'Atalante de l'Ifremer se rend sur zone le 21 juin. Paul-Henri Nargeolet fait partie des passagers disparus,.
Le 22 juin 2023, des débris sont retrouvés à proximité de l'épave du Titanic. Plus tard dans la journée, les gardes-côte américains annoncent officiellement que les débris sont identifiés, que le Titan a implosé lors de sa descente et qu'aucun des cinq occupants n'a survécu.

## Postérité

### Récupération d'objets

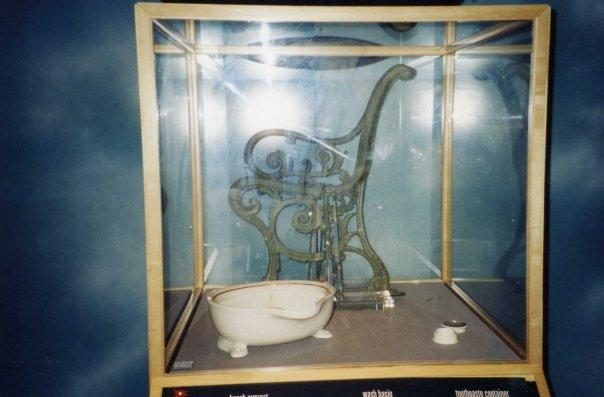
Des objets remontés du Titanic présentés lors d'une exposition.

Dès l'expédition de 1987, nombre d'objets ont été remontés de l'épave : vaisselle, effets personnels, vêtements, billets de banque, papiers d'identité… Les objets récupérés sont restaurés par des professionnels qui tentent de leur rendre leur apparence d'antan.
La RMS Titanic Inc. est propriétaire de ces objets. Elle ne revend que les nombreux morceaux de charbon récupérés sur l'épave afin de financer les expéditions. Les pièces récupérées sont présentées dans des musées au Royaume-Uni, aux États-Unis, au Canada et en Irlande. Des expositions itinérantes présentent également certaines collections. C'est le cas de l'exposition « Trésors du Titanic » qui s'est tenue à Paris en 2003 et de l'exposition itinérante Titanic : The Artifact Exhibition.

### Polémiques
La remontée d'objets de l'épave donne lieu à polémique. Robert Ballard s'est refusé en 1986 à faire ce qu'il qualifiait de pillage de tombe. De même, lorsque les premiers objets ont été remontés du site du naufrage, la rescapée Eva Hart a déclaré :

« Le navire est son propre mémorial. Qu'on le laisse juste comme il est ! »

Elle a également qualifié les auteurs de ces remontées d'objets de « chasseurs d'or, des vautours, des pirates. »
À l'inverse, Millvina Dean inaugure en 1994 une exposition présentant des objets repêchés. Elle déclare également : « Si je me souvenais de mon père, je serais fortement opposée à cette idée [de remonter des objets]. Eva Hart y était opposée. Elle se souvenait de son père. »
Les tensions s'accroissent parfois : en 1994, un journaliste du Times compare les fouilles au fait de déterrer des cercueils dans un cimetière. George Tulloch répond alors que les vrais pilleurs de tombes sont ceux qui, en 1912, ont sali la réputation des capitaines Edward Smith et Stanley Lord. L'expédition de 2000 est probablement celle qui suscite le plus de polémiques. Elle survient peu après un « putsch » au sein de la RMS Titanic Inc., George Tulloch ayant été évincé de son poste de président par Arnie Geller. Certains accusent alors ce dernier de chercher à remonter des objets dans un but strictement financier. Alors que l'épave se dégrade de plus en plus, le désaccord s'amplifie entre ceux pour qui les expéditions relèvent du pillage et ceux qui considèrent au contraire que la remontée d'objets fait partie du devoir de mémoire.

### Médias

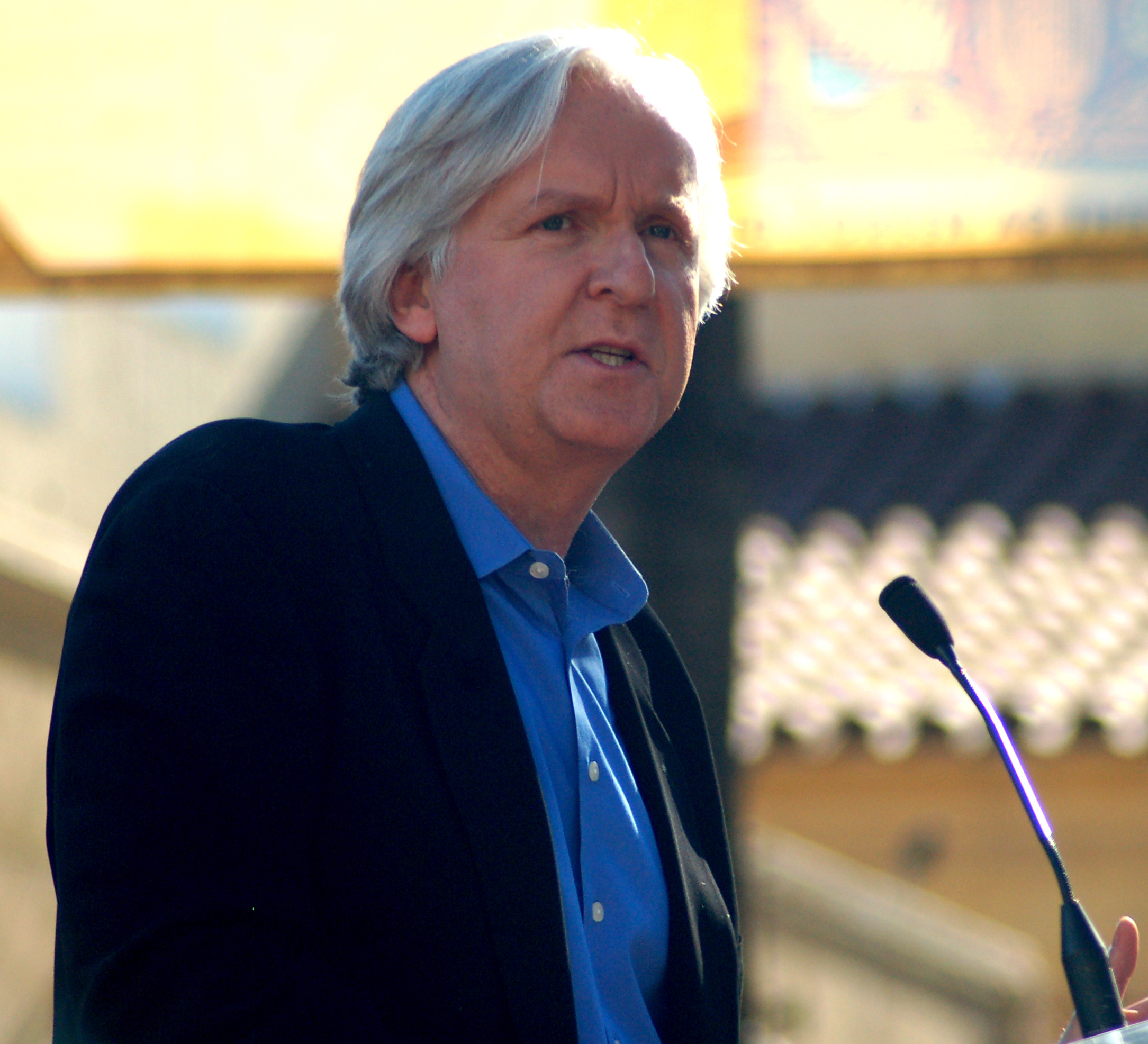
Le réalisateur James Cameron est descendu à plusieurs reprises sur l'épave du Titanic.

La couverture médiatique de l'épave du Titanic apparaît avant même sa découverte avec la parution en 1976 du roman Renflouez le Titanic ! de Clive Cussler, qui met en scène une tentative de renflouage. Le livre est adapté au cinéma, sous le nom La Guerre des abîmes, sorti en 1980 : c'est un échec critique et commercial malgré les moyens techniques déployés.
Lorsque l'épave est découverte, des émissions sont tournées en direct des profondeurs et diffusées à travers le monde. En 1987, une émission, Return to the Titanic… Live!, présentée par Telly Savalas à la Cité des sciences et de l'industrie, crée ainsi la polémique avec une sur-dramatisation et l'ouverture d'artefacts, notamment d'un coffre-fort, en direct,,,. L'épave est également filmée dans deux films documentaires diffusés au cinéma. Le film Titanica est tourné en IMAX par une équipe soviétiquo-canadienne en 1991. En 1995, James Cameron filme également l'épave pour son film Titanic (1997) ; il renouvelle l'expérience en 2001 pour son documentaire Les Fantômes du Titanic (2003).

### Avenir de l'épave

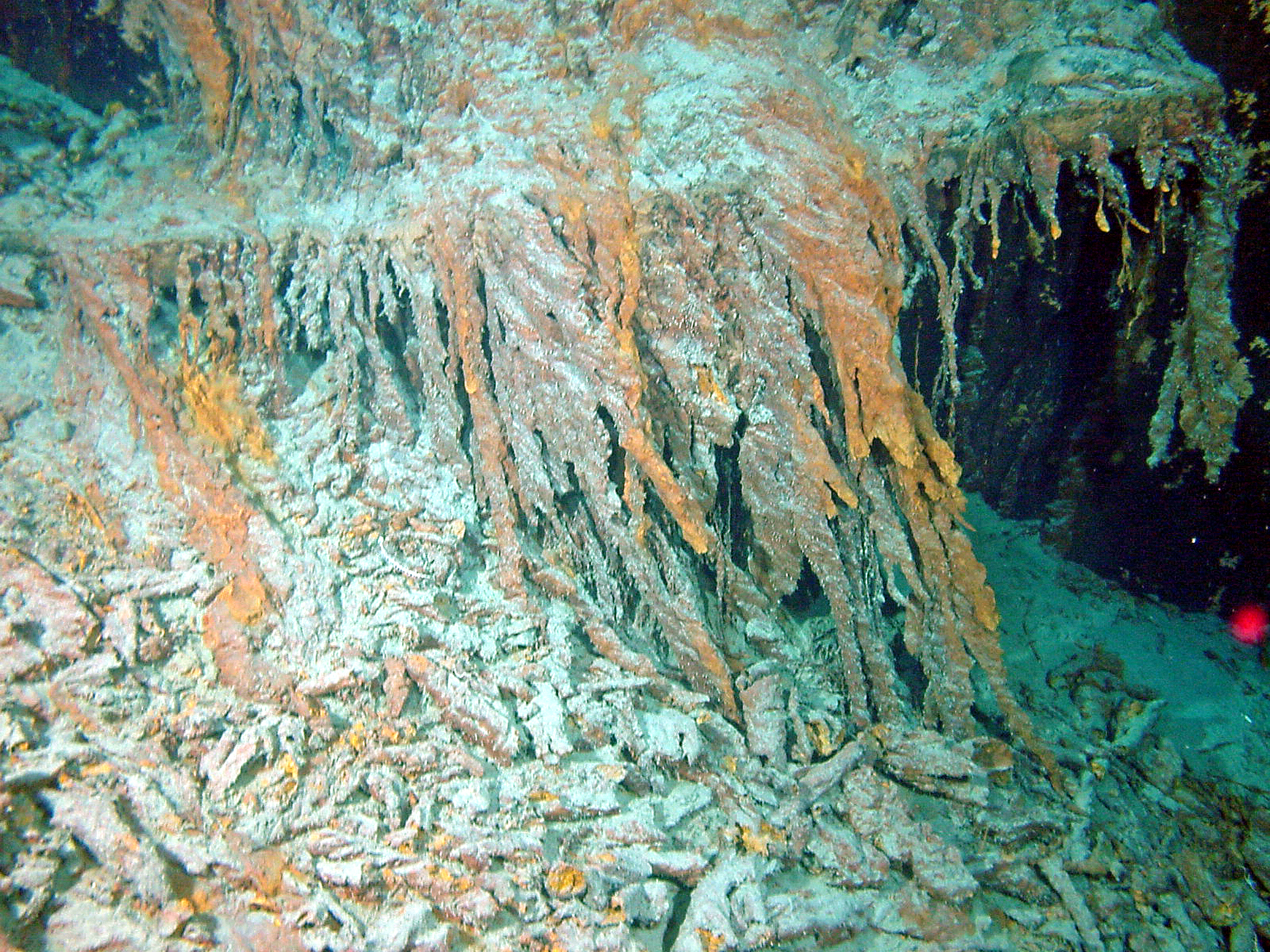
Formation de rusticles sur l'ancre tribord.

Les expéditions successives sur l'épave ont permis de constater sa dégradation rapide. Robert Ballard a découvert que le navire se couvrait progressivement d'agrégats de rouille formés au fur et à mesure de la progression des bactéries dans la coque. Il donne à ces formations le nom de rusticles (à partir de l'anglais rust, la rouille). De plus, les comparaisons entre l'expédition de 1986 et celle de 2004 ont mis en lumière l'état de dégradation rapide : le nid-de-pie est tombé du mât, tandis que les toits du gymnase et de la cabine radio se sont effondrés. L'impact humain est important : selon Ballard, les submersibles qui explorent l'épave font plus de dégâts que « des éléphants dans un magasin de porcelaine. »
La dégradation de l'épave est également due à des causes naturelles telles que les courants marins. Cette détérioration est exponentielle. Les prévisions des scientifiques varient, mais ils considèrent que l'épave aura globalement disparu entre 2025 et 2050. Depuis 2011 et une nouvelle exploration durant laquelle le site a totalement été cartographié, une nouvelle menace est apparue. Il apparaît en effet que de nombreux et massifs bancs de sable apparaissent au nord-est du site, et se rapprochent de l'épave. La proue serait la partie de l'épave la première concernée par cette menace. Cela rappelle notamment qu'elle avait failli être détruite par une violente tempête sous-marine en 1929, qui avait notamment sectionné tous les câbles téléphoniques transatlantiques de la région[source insuffisante]. Durant l'été 2016, à l'aide d'une technique d'imagerie par rayonnement à neutrons, une équipe de chercheurs de l'Institut Laue-Langevin met en évidence qu'une molécule appelée éctoïne est utilisée par la bactérie Halomonas titanicae dans l'épave du Titanic afin de survivre à la pression osmotique que provoque le sel de l'eau sur ses membranes,. Cette bactérie qui ronge les restes du paquebot devrait faire disparaître progressivement l'épave à l'horizon de 2030.
Cependant l'épave n'est pas laissée à l'abandon. Des lois de protection permettent de régulariser les plongées sur l'épave pour la protéger des pillages et des plongées excessives de touristes. Des règles internationales ont été aussi mises en place par la suite, mais l'avenir de l'épave semble toujours incertain. Grâce à cette protection, les plongées touristiques et les recherches scientifiques sont régularisées pour sauvegarder l'intégrité de l'épave déclarée « mémorial maritime » en 1986. Mais s'il y a un semblant de protection, la Convention internationale d'où découlent les règles de protection n'est pas encore applicable. L'épave du Titanic est majoritairement protégée par les États-Unis qui, par leur initiative après la découverte du site, ont tout de suite établi des lois de protection. La NOAA, département américain de la météorologie et de l'océanographie, est chargée d'appliquer ces lois en s'assurant de la légalité des missions de recherches en collaboration avec la RMS Titanic Inc., sauveteur en possession de l'épave.